# M38 Armored Car

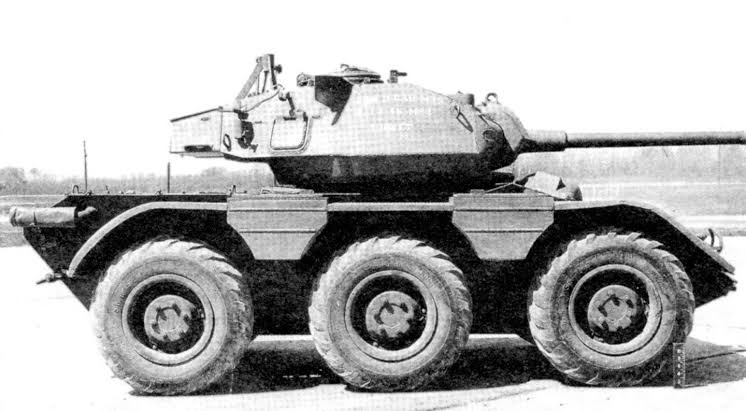
M38 z wieżą czołgu M24 Chaffee

M38 Armored Car (Wolfhound) – samochód pancerny opracowany dla potrzeb armii amerykańskiej przez firmę Chevrolet, miał zastąpić M8 Greyhound.